# Vijesolići
Vijesolići es un pueblo ubicado en el municipio de Breza, en el cantón de Zenica-Doboj, Bosnia y Herzegovina.

## Superficie
Cuenta con una superficie de 3,25 km².

## Demografía
Hasta 2013 la población era de 557 habitantes, con una densidad de población de 171,2 hab/km².
| Gráfica de evolución demográfica de Vijesolići entre 1961 y 2013                   |
|                                                                                    |
| Datos según Population statistics of Eastern Europe & former USSR y Statistika.ba. |